# پرواز ۱۱۰ تاکا
پرواز ۱۱۰ تاکا یک پرواز برنامه‌ریزی شده بین‌المللی بود که توسط هواپیمایی تاکا از بلیز به نیواورلئان  انجام می‌گرفت. در ۲۴ مه سال ۱۹۸۸، بوئینگ 737-300 این پرواز هر دو موتورش را از دست داد اما خلبانان موفق به فرود اضطراری هواپیما در چمن خاکریز مجاور به کارخانه مونتاژ میشو متعلق به ناسا شدند. در این سانحه جز یک نفر با جراحات جزئی فرد دیگری آسیب ندید و به هواپیما هم خسارت جزئی وارد آمد. پس از تعویض موتور هواپیما توانست از جاده‌ای که قبلاً باند فرود در میشو بود پرواز کرده و متعاقباً به خدمت بازگشت. 

## تحقیق و پیگیری

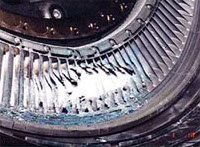
آسیب توربین موتور از پرواز ۱۱۰ تاکا

محققان سازمان ملی سوانح هوانوردی آمریکا مشخص کردند که این هواپیما ناخواسته به رعد و برق طوفان سطح ۴ پرواز کرده است و احتراق آب باعث شده که هر دو موتور با وجود این که گواهینامه آنها مطابق با استانداردهای اداره هواپیمایی هواپیمایی فدرال (FAA) برای احتراق آب است، خاموش شوند. هواپیما دچار خسارت تگرگ خفیف شد و موتور سمت راست آن (شماره ۲) از گرمای بیش از حد آسیب دید. 

## در رسانه‌های عمومی
این حادثه در قسمت Whereway to Land، قسمت یازدهم فصل یازدهم برنامه تلویزیونی پیام اضطراری (تحقیقات سقوط هوایی) نمایش داده شده است.